# مرتجى (اسم)
مرتجى هو اسم علم مذكر من أصل عربي، ومعناه هو المأمور، المرتقب المرجو، وهوالأمل والطلب أو هو اسم مكان الملاذ المأمن.

## وصلات خارجية
- موسوعة السلطان قابوس لأسماء العرب